# Eucalyptus deglupta
Eucalyptus deglupta, по-известно като Дъгоцветен евкалипт или Евкалипт от Минданао, е високо дърво, единственият евкалипт естествено разпространен в северното полукълбо. Среща се на островите Нова Британия, Нова Гвинея, Серам, Сулавеси и Минданао.
Най-забележителното на това дърво е многоцветната му кора. Парчета от външния пласт на кората му се обелват по различно време през годината, оголвайки вътрешния светлозелен пласт. По-късно със съзряването си кората преминава последователно през син, виолетов, оранжев и накрая кафяви тонове.

## Употреба
В днешно време дървото се отглежда много по света, главно за дървесен пулп за производството на хартия. То е основен вид използван за пулп във Филипините.

## Отглеждане
Eucalyptus deglupta се отглежда като парково дърво навсякъде в зоните с тропичен и субтропичен климат.